# Евлахов, Сергей Сергеевич
Серге́й Серге́евич Евла́хов (1903, Тифлис, Российская империя — не ранее 1970) — советский киносценарист и драматург.

## Биография
Родился в 1903 году в Тифлисе. Через несколько лет после рождения переехал в Москву и в 1924 году поступил в МГУ, который он окончил в 1929 году. Впоследствии обучался на сценарном факультете ВГИКа, год окончания — 1938.
С 1929 года работал в сценарном отделе киностудии «Межрабпомфильм». Автор многих сценариев, в том числе литературных, не принятых в производство: «Медь» (1934), «Мираж» (1943), «Доватор» (1944), «Восьмое заграждение» (1960), «Глаза Ульчи» (1963).
При ликвидации «Межрабпомфильма» в 1936 году, постановлением отдела культурно-просветительной работы ЦК ВКП(б) работа над почти законченным фильмом «Сердце гор» была прекращена: «Фильм не даёт представления о культурном и экономическом росте Сванетии, в игровом плане сделан плохо…».
В дальнейшем сотрудничал с «Союздетфильмом», Ереванской киностудией, писал пьесы для театра.
Судьба Евлахова после 1970 года неизвестна.

## Фильмография
Сценарист
- 1931
  - Великие будни (совместно с А. Головнёй)
  - Ледолом (совместно с О. Мелеш)
- 1932 — Толедо
- 1934 — Четыре визита Самуэля Вульфа
- 1936 — Сердце гор (не завершён)[3][5]
- 1939
  - Варя-капитан / Девчонка (короткометражный; совместно с Г. Рихтером)
  - Горный поток / Нерушимая дружба  (совместно с П. Бархударовым, Г. Оганисяном)

Актёр
- 1954 — Герои Шипки — эпизод

## Избранная библиография
- в соавт. с Дадиани Ш. Н. Вершина сильных // Пьеса в одном акте. — М.: Искусство, 1951. — 24 с. — (Одноактные пьесы).
- в соавт. с Дадиани Ш. Н. Огни Рустави. — М.: Искусство, 1952. — 24 с. — (Одноактные пьесы).
- в соавт. с Дадиани Ш. Н. Фиалка дяди Самсона // Пьеса в 1-м д. / Реж. примечания О. Алексишвили. — М.: Госкультпросветиздат, 1953. — 36 с. — (Библиотечка «Художественная самодеятельность»; № 18).
- Глаза Ульчи // Пьеса в 1-м д. / Реж. примечания В. Мееровского. — М.: Госкультпросветиздат, 1954. — 39 с. — (Библиотечка «Художественная самодеятельность»; № 28).
- Яд // Пьеса в 1 д. / Реж. примечания Б. Покаржевского. — М.: Госкультпросветиздат, 1955. — 32 с. — (Библиотечка «Художественная самодеятельность»; № 37).
- Сердце солдата // Драма в 1 д. / Реж. примечания Э. Краснянского. — М.: Госкультпросветиздат, 1956. — 36 с. — (Библиотечка «Художественная самодеятельность»; № 3).
- Испытание // Пьеса в 1 д. — М.: Искусство, 1970. — 16 с.
- Трудный день // Испытание / Пьеса в 1 д. / Отв. ред. С. Советов. — М.: ВУОАП, 1971. — 33 с.